# Bílá Voda
Bílá Voda là một làng thuộc huyện Jeseník, vùng Olomoucký, Cộng hòa Séc.